# Louise Robey
Louise Robey (* 14. März 1960 in Montreal, Kanada als Louise Anne Beatrice Fiona Robey) ist eine kanadische Sängerin, ehemalige Schauspielerin und Model. Einem breiteren Publikum wurde Robey durch ihre Hauptrolle in der Fernsehserie Erben des Fluchs bekannt.

## Leben
Robey wurde 1960 als Tochter des Piloten Malcom Robey und seiner Frau, einer Schauspielerin am Londoner Theater in Montreal geboren. Ihre Kindheit verbrachte sie in Kanada, Westdeutschland, Italien, Schottland und Frankreich.
Der französische Fotograf Jacques-Henri Lartigue entdeckte Robey beim Sonnenbaden und fotografierte sie für Paris Match und die Vogue. Zeitgleich sang Robey in verschiedenen Musikgruppen. Nach ersten Auftritten an Theatern in Los Angeles und kleineren Filmrollen studierte Robey in New York Schauspiel. Für den Film Geschenkt ist noch zu teuer trug Robey mit der Gruppe White Lion auch den Titel Web of Desire zum Soundtrack bei. 1987 zog Robey für die Dreharbeiten der Serie Erben des Fluchs nach Toronto.
Am 29. Dezember 1994 heiratete Robey den Briten Charles Beauclerk, Earl of Burford. Bereits am 2. August 1995 bekam das Paar mit James Malcolm Aubrey Edward de Vere Beauclerk, Lord Vere of Hanworth einen Sohn. Die Ehe wurde 2001 geschieden. Am 22. März 2008 heiratete Robey den Modefotografen Stan Howard Shaffer, der 2010 verstarb.

## Filmografie
- 1986: Der City Hai (Raw Deal)
- 1986: Geschenkt ist noch zu teuer (The Money Pit)
- 1987–1990: Erben des Fluchs (Friday the 13th: The Series), Fernsehserie
- 1992: Play Nice: Tatort L.A. (Play Nice)

## Diskografie

### Alben
- 1985: Robey
- 2011: Music Anthology Part 1

### Singles
- 1984: One Night in Bangkok / Bored & Beautiful
- 1985: Moth To A Flame
- 1985: Killer Instinct
- 1986: I Surrender / Paris, Paree
- 1986: Tighter Tighter / The Right Combination
- 1987: Flight Of The Phoenix (mit Cerrone)
- 1987: Hungry For You Boy / Be Mine (Be My Baby)
- 2011: Like A Woman Scorned
- 2013: Take It To The Top (Lovari feat. Robey)